# Chimonobambusa leishanensis
Chimonobambusa leishanensis är en gräsart som beskrevs av Tong Pei Yi. Chimonobambusa leishanensis ingår i släktet Chimonobambusa och familjen gräs. Inga underarter finns listade i Catalogue of Life.